# الشامي الغربي (القفر)

تعديل مصدري - تعديل

الشامي الغربي محلة تابعة لقرية المشاقب، التابعة لعزلة بني مهدى بمديرية القفر إحدى مديريات محافظة إب في الجمهورية اليمنية، بلغ تعداد سكانها 25 حسب تعداد اليمن لعام 2004.